# 무지갯빛 트로츠키
《무지갯빛 트로츠키》(虹色のトロツキー 니지이로노토로쓰키이[*])는 야스히코 요시카즈의 만화 작품이다. 《월간 코믹 톰》 1990년 11월호부터 1996년 11월호까지 연재. 쇼와 초기 만주국을 무대로 당시 멕시코에 망명 중이던 레프 트로츠키를 만주로 데려온다는 "트로츠키 계획"과 할힌골 전투가 모티브가 되고 있다.